# 1682
| [ Edytuj tabelę ]              | |
| Król Polski                    | - 1674 Jan III Sobieski 1696 |
| Współksiążęta Andory           | - 1682 Joan Baptista Desbac i Mortorell 1688 - 1643 Ludwik XIV 1715                                                                      |
| Król Anglii i Szkocji          | - 1660 Karol II 1685 |
| Elektor Bawarii                | - 1679 Maksymilian II Emanuel 1726 |
| Elektor Brandenburgii          | - 1640 Fryderyk Wilhelm 1688 |
| Sułtan Brunei                  | - 1673 Muhyiddin 1690 |
| Cesarz Chin                    | - 1661 Kangxi 1722 |
| Król Czech                     | - 1657 Leopold I Habsburg 1705 |
| Król Danii                     | - 1670 Chrystian V 1699 |
| Dalajlama                      | - 1617 Lobsang Gjaco 1682 |
| Cesarz Etiopii                 | - 1667 Jan I 1682 - 1682 Ijasu Wielki 1706                                                                                               |
| Król Francji                   | - 1643 Ludwik XIV 1715 |
| Król Hiszpanii                 | - 1665 Karol II 1700 |
| Landgraf Hesji-Kassel          | - 1670 Karol I Heski 1730 |
| Stadhouder Holandii            | - 1672 Wilhelm III Orański 1702 |
| Szach Iranu                    | - 1666 Safi II 1694 |
| Państwo Wielkich Mogołów       | - 1658 Aurangzeb 1707 |
| Król Irlandii                  | - 1660 Karol II Stuart 1685 |
| Cesarz Japonii                 | - 1663 Reigen 1687 |
| Kalif                          | - 1648 Mehmed IV 1687 |
| Patriarcha Konstantynopola     | - 1679 Jakub 1682 - 1682 Dionizy IV Muzułmanin 1684                                                                                      |
| Władca Korei                   | - 1674 Sukjong 1720 |
| Książę Kurlandii i Semigalii   | - 1642 Jakub Kettler 1682 - 1682 Fryderyk Kazimierz Kettler 1698                                                                         |
| Książę Liechtensteinu          | - 1627 Karol Euzebiusz 1684 |
| Sułtan Maroka                  | - 1672 Maulaj Isma’il 1727 |
| Książę Monako                  | - 1662 Ludwik I 1702 |
| Król Nawarry                   | - 1643 Ludwik XIV 1710 |
| Król Norwegii                  | - 1670 Chrystian V 1699 |
| Sułtan Omanu                   | - 1649 Sultan I ibn Sajf 1688 |
| Elektor Palatynatu             | - 1680 Karol II 1685 |
| Papież                         | - 1676 Innocenty XI 1689 |
| Książę Parmy i Piacenzy        | - 1646 Ranuccio II 1694 |
| Król Portugalii                | - 1656 Alfons VI 1683 |
| Książę w Prusach               | - 1640 Fryderyk Wilhelm Wielki Elektor 1688                                                                                              |
| Car Rosji                      | - 1676 Fiodor III 1682 - 1682 Iwan V 1696 - 1682 Piotr I Wielki 1725                                                                     |
| Cesarz Rzymski (niemiecki)     | - 1658 Leopold I Habsburg 1705 |
| Kapitanowie Regenci San Marino | - 1681 Paolo Antonio Onofri Francesco Angeli 1682 - 1682 Carlo Loli Gaspare Calbini 1682 - 1682 Marc'Antonio Gozi Innocenzo Bonelli 1683 |
| Elektor Saksonii               | - 1680 Jan Jerzy III Wettyn 1691 |
| Król Szwecji                   | - 1660 Karol XI 1697 |
| Król Tajlandii                 | - 1656 Narai 1688 |
| Sułtan Turków                  | - 1648 Mehmed IV 1687 |
| Doża Wenecji                   | - 1676 Alvise Contarini 1683 |
| Król Węgier                    | - 1655 Leopold I 1705 |
| Książęta Wirtembergii          | - 1677 Eberhard Ludwik 1733 |

Rok 1682 / MDCLXXXII
stulecia: XVI wiek ~
XVII wiek ~
XVIII wiek

lata: 1672 «
1677 «
1678 «
1679 «
1680 «
1681 «
1682
» 1683
» 1684
» 1685
» 1686
» 1687
» 1692

## Wydarzenia na świecie
- 19 marca – król Ludwik XIV zmusił francuskie duchowieństwo do przyjęcia tzw. artykułów gallikańskich, głoszących m.in. niezależność królów francuskich od papieża, wyższość soboru nad papieżem, zależność jego władzy od prawa kościelnego i zależność jego nieomylności od zgody całego Kościoła.
- 9 kwietnia – René-Robert Cavelier de La Salle odkrył deltę Missisipi.
- 6 maja – siedziba francuskiego króla została przeniesiona do Wersalu.
- 7 maja – Iwan V Romanow został carem Rosji.
- 15 września – pojawiła się Kometa Halleya. Edmund Halley odkrył jej periodyczność i przewidział powrót w 1758.
- 27 października – kwakier William Penn założył na atlantyckim wybrzeżu Ameryki Północnej miasto, które nazwał Filadelfią.
- 29 października – William Penn przyjechał do Pensylwanii.

- Bitwa pod Giera.

## Urodzili się
- 2 lutego - Antoni Sebastian Dembowski, polski duchowny katolicki, biskup płocki i kujawski
- 9 maja - Józef Sierakowski, polski szlachcic, polityk, dyplomata (zm. 1748)
- 17 czerwca – Karol XII, od 1697 król Szwecji (zm. 1718)
- 16 sierpnia – Ludwik Burbon, książę Burgundii i delfin Francji (zm. 1712)
- 20 października – Maria Krescencja Höss, niemiecka zakonnica III Zakonu Regularnego św. Franciszka, święta katolicka (zm. 1744)
- 11 grudnia - Johann Wahl, niemiecki polityk, burmistrz Gdańska (zm. 1757)
- 31 grudnia - Kasper Niesiecki, polski genealog heraldyk, jezuita (zm. 1744)

- data dzienna nieznana: 
  - Walenty Aleksander Czapski, polski duchowny katolicki, biskup przemyski (zm. 1751)

## Zmarli
- 15 lutego – Klaudiusz de la Colombière, francuski jezuita, święty katolicki (ur. 1641)
- 7 maja – Fiodor III Romanow, car Rosji (ur. 1661)
- 15 maja – Jurij Aleksiejewicz Dołgorukow, rosyjski książę, wojewoda nowogrodzki i moskiewski, uczestnik wojen polsko-rosyjskich (ur. 1602)
- 12 lipca – Jean Picard, francuski ksiądz, astronom i fizyk (ur. 1620)
- 19 października – Thomas Browne, angielski lekarz, pisarz i uczony (ur. 1605)
- 23 listopada – Claude Lorrain, francuski malarz, rysownik i rytownik (ur. 1600)

## Zdarzenia astronomiczne
- widoczna kometa Halleya.

## Święta ruchome
- Tłusty czwartek: 5 lutego
- Ostatki: 10 lutego
- Popielec: 11 lutego
- Niedziela Palmowa: 22 marca
- Wielki Czwartek: 26 marca
- Wielki Piątek: 27 marca
- Wielka Sobota: 28 marca
- Wielkanoc: 29 marca
- Poniedziałek Wielkanocny: 30 marca
- Wniebowstąpienie Pańskie: 7 maja
- Zesłanie Ducha Świętego: 17 maja
- Boże Ciało: 28 maja